# Yasmin Cury
Pour les articles homonymes, voir Cury.
Yasmin Cury (1991- ) est une joueuse professionnelle brésilienne de badminton.